# Kościół św. Anny w Niegosławicach
Kościół pw. św. Anny w Niegosławicach – rzymskokatolicki kościół parafialny należący do parafii pod tym samym wezwaniem (dekanat Szprotawa diecezji zielonogórsko-gorzowskiej).

## Historia
Jest to świątynia wzniesiona w stylu wczesnogotyckim w II połowie XII wieku z kamienia polnego. Wybudowana została jako jednonawowa budowla z prezbiterium na planie prostokąta, do której w 1601 roku została dobudowana wieża, natomiast w 1750 roku została dostawiona kaplica od strony północnej. Wnętrze jest wyposażone w stylu barokowym, wykonane w XVIII wieku.